# Ceratocapsus nevadensis
Ceratocapsus nevadensis är en insektsart som beskrevs av Knight 1968. Ceratocapsus nevadensis ingår i släktet Ceratocapsus och familjen ängsskinnbaggar. Inga underarter finns listade i Catalogue of Life.